# 77 Ceti
77 Ceti, som är stjärnans Flamsteed-beteckning, är en ensam stjärna belägen i den mellersta delen av stjärnbilden Valfisken. Den har en skenbar magnitud på 5,73 och är svagt synlig för blotta ögat där ljusföroreningar ej förekommer. Baserat på parallaxmätning inom Hipparcosuppdraget på ca 6,7 mas, beräknas den befinna sig på ett avstånd på ca 489 ljusår (ca 150 parsek) från solen. Den rör sig bort från solen med en heliocentrisk radialhastighet på ca 25 km/s.

## Egenskaper
77 Ceti är en orange till röd jättestjärna av spektralklass K2 III. Den har en radie som är ca 25 solradier och utsänder från dess fotosfär ca 189 gånger mera energi än solen vid en effektiv temperatur av ca 4 300 K.